# Pierre Hérigone
Pierre Hérigone (latinizado como Petrus Herigonius; França, 1580 – Paris, 1 de março de 1643) foi um matemático e astrônomo francês.
De origem basca, lecionou em Paris durante a maior parte de sua vida.

## Obras
Somente uma obra de Hérigone é conhecida, Cursus mathematicus, nova, brevi, et clara methodo demonstratus, per notas reales et universales, citra usum cujuscunque idiomatis intellectu faciles (publicada em Paris em seis volumes de 1634 a 1637; segunda edição 1644), um compêndio de matemática elementar escrito em francês e latim. Nesta obra introduziu um sistema de notação matemática e lógica. Foi dito que "Hérigone introduziu tantos novos símbolos nesta obra de seis volumes que alguns sugerem que a introdução desses símbolos, ao invés de um texto matemático eficaz, era seu objetivo." Florian Cajori escreveu que a obra contém "um pleno reconhecimento da importância da notação e uma ânsia quase irresponsável de introduzir um conjunto exaustivo de símbolos ..." Hérigone pode ter sido o primeiro a introduzir o símbolo matemático para expressar um ângulo. Ele usou o símbolo ilustrado a seguir e registrou o uso de "<" como um símbolo que denota "menor que".
|  |

   

Ele também introduziu o símbolo "T" invertido para expressar a perpendicularidade.

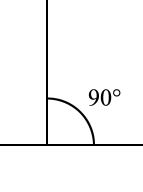
O símbolo que denota perpendicularidade

Em relação à notação para exponenciação, Herigone escreveu a, a2, a3, etc. (embora os numerais não tenham sido elevados a uma potência, como feito atualmente).

## Hérigone e a câmera escura
No Cursus mathematicus, Hérigone descreve uma camera obscura na forma de um cálice (Ccapítulo 6, p. 113). Hérigone não esboçou seu cálice, mas Johann Zahn ilustrou o desenho em seu Oculus Artificialis Teledioptricus Sive Telescopium (1685). O cálice-câmera obscura de Hérigone, mais uma novidade do que qualquer outra coisa, foi construído de forma a que um observador pudesse espionar os outros enquanto tomava um gole. O espelho angular de 45 graus do dispositivo tinha uma abertura estilizada para a lente. A taça tinha uma xícara de vidro onde as imagens podiam ser vistas. A tampa tinha uma lente de aumento na parte superior. A lente e o espelho deste dispositivo de mesa de jantar para espionagem ficavam na base da haste do cálice e serviam para projetar uma imagem em tempo real na tela de vidro fosco do copo do cálice.